# Ерісланді Альварес
Ерісланді Альварес Борхес (ісп. Erislandy Álvarez Borges, 2000) — кубинський боксер, олімпійський чемпіон, призер чемпіонату світу серед аматорів. 

## Аматорська кар'єра
На чемпіонаті світу 2023 став срібним призером в категорії до 60 кг.
- В 1/16 фіналу переміг Джанлуїджі Калайпупін (Індонезія) — RSC
- В 1/8 фіналу переміг Алексі де ла Круса (Домініканська Республіка) — 4-1
- У чвертьфіналі переміг Ендрю Чилата (Замбія) — 5-0
- У півфіналі переміг Мухаммеда Абу-Джаджеха (Йорданія) — 5-0
- У фіналі програв Соф'яну Уміа (Франція) — 1-4

На Іграх Центральної Америки і Карибського басейну 2023 в категорії до 63,5 кг програв у фіналі Алексі де ла Крусу (Домініканська Республіка) і отримав срібну медаль.
На Олімпійських іграх 2024 став чемпіоном.
- В 1/16 фіналу переміг Джона Уме (Папуа Нова Гвінея) — RSC
- В 1/8 фіналу переміг Джугурта Аіт Бекка (Алжир) — 5-0
- У чвертьфіналі переміг Бунджонг Сінсірі (Таїланд) — 5-0
- У півфіналі переміг Лашу Гурулі (Грузія) — 5-0
- У фіналі переміг Соф'яна Уміа (Франція) — 3-2